# Hansa Waggonbau GT4
Hansa Waggonbau GT4 – typ wysokopodłogowego, przegubowego, jednokierunkowego wagonu tramwajowego, wytwarzanego w latach 1959–1968 w zakładach Hansa Waggonbau w Bremie. Jego zmodernizowaną wersję, oznaczoną jako P i wyprodukowaną w Waggonfabrik Josef Rathgeber, dostarczono do Monachium.
Tramwaj produkowano w kilku odmianach:
- GT4 (prototyp, numer taborowy 401)
- GT4a (numery taborowe 402–419), rok produkcji 1961/62
- GT4b (numery taborowe 420–444), rok produkcji 1963
- GT4c (numery taborowe 445–474), rok produkcji 1967.

W 1982 r. pięć składów złożonych z wagonu silnikowego i doczepnego (odpowiednio nr 80–84 i nr 218–222) przejęto od likwidowanego systemu tramwajowego w Bremerhaven. W Bremie wagony silnikowe i doczepne otrzymały numery odpowiednio 475–479 i 644–648.
Tramwaje kursowały w Bremie do lat 90. XX wieku. Po zakończeniu eksploatacji sprzedano część tramwajów silnikowych i doczepnych dla systemu tramwajowego w Timișoarze w Rumunii.
W Bremie zachowano wagony nr 402, 442, 445, 446 i 460. Wagon nr 402 w latach 1974–2009 służył nauce jazdy. Wagon nr 442 w 1980 r. przebudowano na imprezowy, wagon nr 446 od 1994 r. przystosowano dla potrzeb dzieci. Tramwaj o numerze 460 przebudowano w 1997 r. na szlifierkę torową i przenumerowano na 3985. Do celów muzealnych pozostawiono skład złożony z wagonu silnikowego nr 446 i doczepnego nr 1458.